# Lupstein
 Lupstein (en alsacià Lupschte) és un municipi francès, situat a la regió del Gran Est, al departament del Baix Rin. L'any 2005 tenia 252 habitants.
Forma part del cantó de Saverne, del districte de Saverne i de la Comunitat de comunes del Pays de Saverne.

## Demografia
| 1962 | 1968 | 1975 | 1982 | 1990 | 1999 |
| ---- | ---- | ---- | ---- | ---- | ---- |
| 558  | 558  | 546  | 579  | 693  | 754  |

## Administració
| Període | Identitat            | Partit |
| ------- | -------------------- | ------ |
| 2001-   | Charles Nonnenmacher |        |